# (36715) 2000 RG39
2000 RG39 (asteroide 36715) é um asteroide da cintura principal. Possui uma excentricidade de 0.15733080 e uma inclinação de 5.11845º.
Este asteroide foi descoberto no dia 6 de setembro de 2000 por Anthony J. Cecce em Elmira.